# Saint-Loup-Géanges
Saint-Loup-Géanges ist eine französische Gemeinde mit 1.643 Einwohnern (Stand: 1. Januar 2022) im Département Saône-et-Loire in der Region Bourgogne-Franche-Comté. Sie gehört zum Arrondissement Chalon-sur-Saône und zum Kanton Gergy.

## Geografie
Saint-Loup-Géanges liegt etwa 19 Kilometer nordnordöstlich von Chalon-sur-Saône am Fluss Dheune. Im Norden begrenzt der Fluss Vandène die Gemeinde, im Süden die Vandaine, die hier einige Seen gebildet hat. Umgeben wird Saint-Loup-Géanges von den Nachbargemeinden Sainte-Marie-la-Blanche im Norden, Meursanges im Norden und Nordosten, Chevigny-en-Valière im Nordosten, Saint-Gervais-en-Vallière im Osten, Allerey-sur-Saône im Südosten, Gergy im Süden, Demigny im Westen sowie Merceuil im Westen und Nordwesten.

## Geschichte
2003 wurden die Gemeinden Saint-Loup-de-la-Salle und Géanges nach zustimmenden Voten aus den Gemeinden zusammengeschlossen.

### Bevölkerungsentwicklung
| Jahr                      | 1962 | 1968 | 1975 | 1982 | 1990 | 1999 | 2006 | 2013 |
| Einwohner                 | 543  | 524  | 519  | 584  | 708  | 765  | 1424 | 1614 |
| Quelle: Cassini und INSEE |      |      |      |      |      |      |      |      |

## Sehenswürdigkeiten
- Kloster Maizières, 1132 von Zisterziensern gegründet, 1790/91 geschlossen
- Pfarrkirche Saint-Loup aus dem 12./13. Jahrhundert

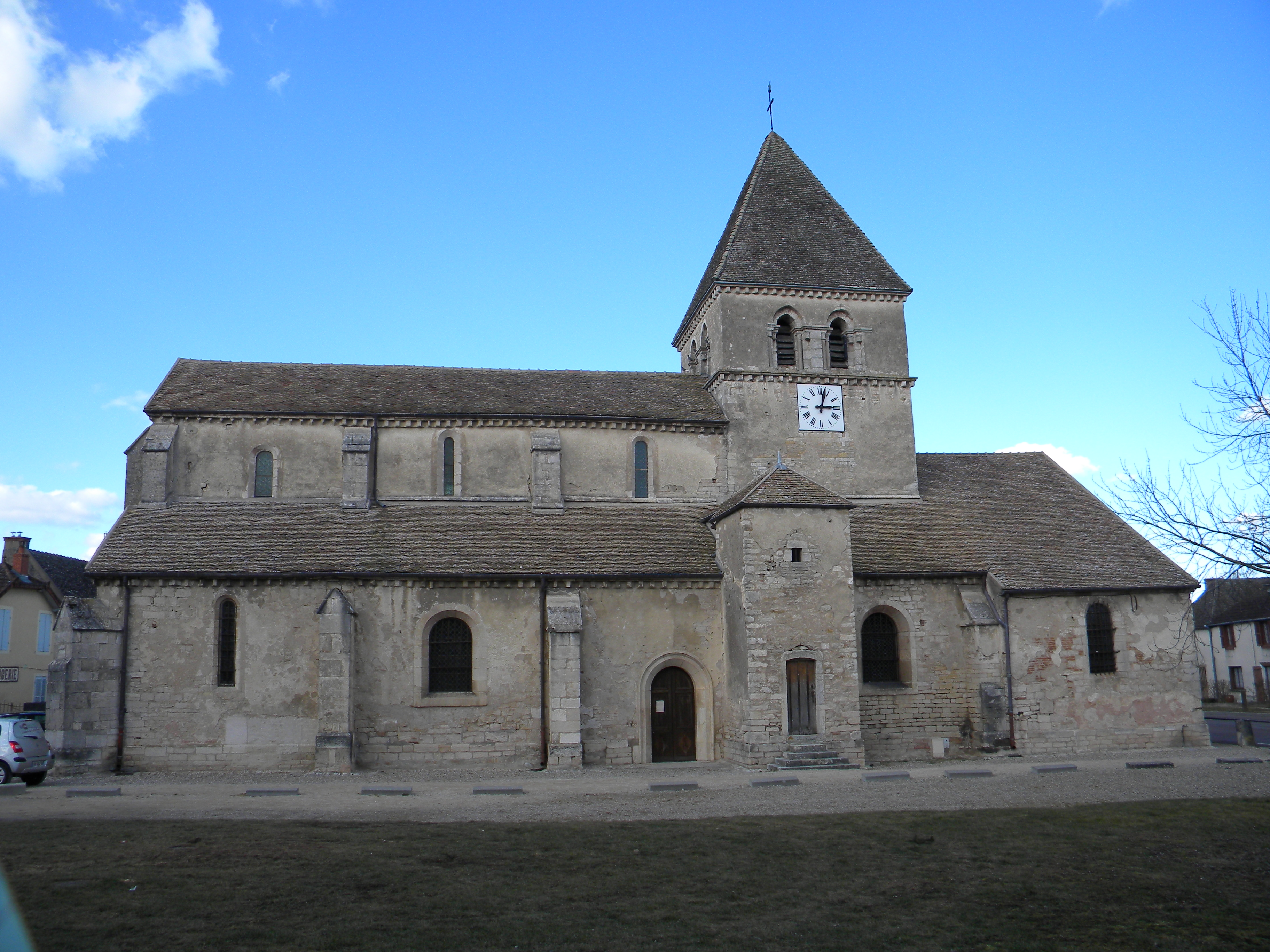
Kirche Saint-Loup